# ألكسندر إف. ويتني
ألكسندر إف. ويتني (بالإنجليزية: Alexander F. Whitney) هو نقابي أمريكي، ولد في 1873 في آيوا في الولايات المتحدة، وتوفي في 16 يوليو 1949 بسبب نوبة قلبية.